# Lithops schwantesii
Lithops schwantesii es una especie de planta suculenta perteneciente a la familia  Aizoaceae que es nativa de Namibia. 

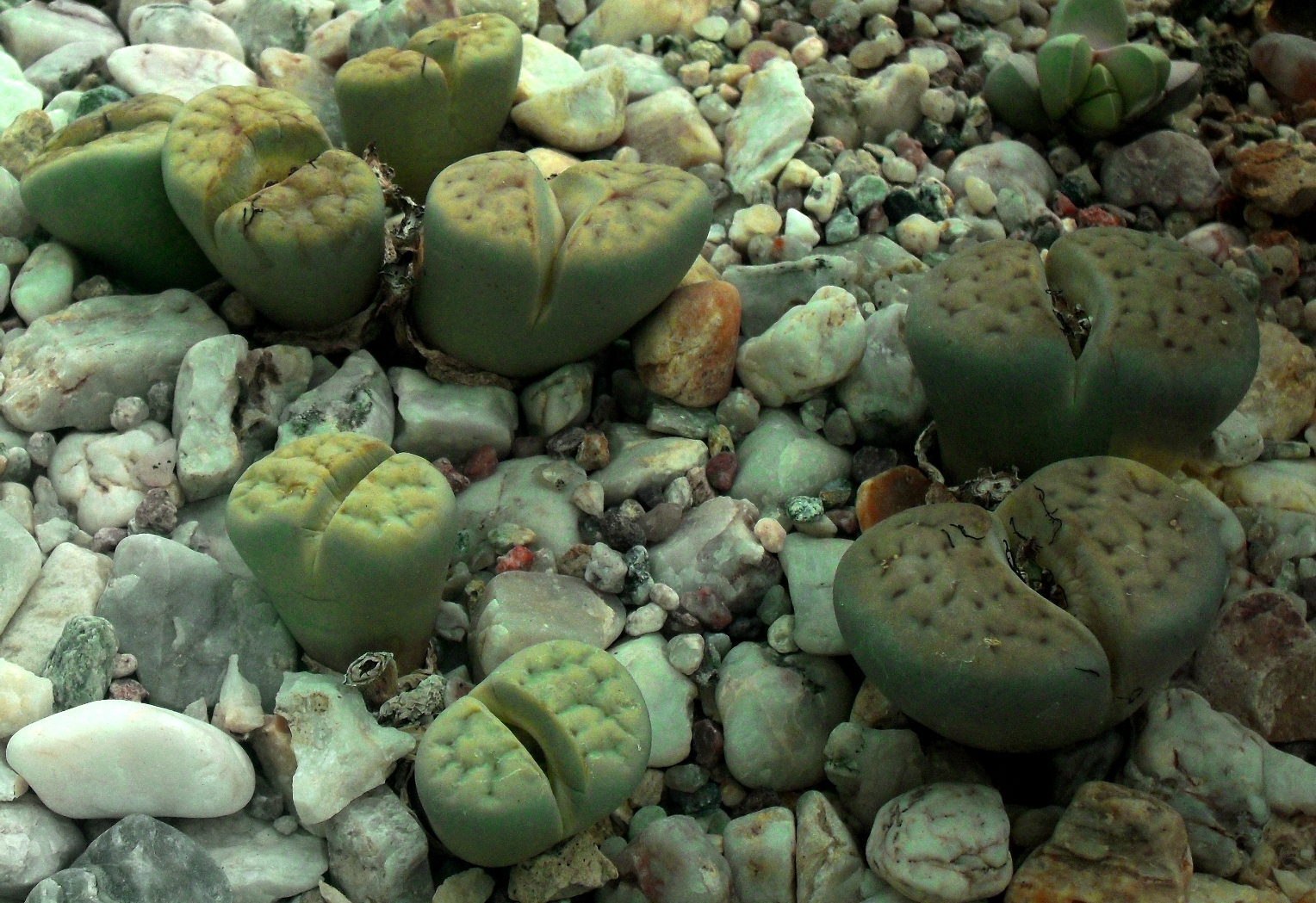
Vista de la planta en su hábitat

## Descripción
Forma grupos de dos hojas acopladas, divididas por una fisura por donde aparecen las flores. Cada par de hojas forman el cuerpo de la planta que tiene forma cilíndrica o cónica con una superficie plana. De la fisura entre las hojas brota, en periodo vegetativo, las nuevas hojas y en cuanto se abren, las antiguas se agostan. 

## Taxonomía
Lithops schwantesii fue descrita por  Kurt Dinter, y publicado en Sudwestafr. Lithopsart. 14 1928.
Etimología
Lithops: nombre genérico que deriva de las palabras griegas: "lithos" (piedra) y "ops" (forma).
schwantesii: epíteto otorgado en honor del botánico alemán Martin Heinrich Gustav Schwantes.
Sinonimia
- Lithops schwantesii Dinter subsp. schwantesii (1928)
- Lithops christinae de Boer (1958)
- Lithops kunjasensis Dinter (1928)
- Lithops marthae Loesch & Tischer
- Lithops rugosa Dinter (1928)
- Lithops urikosensis Dinter (1928)
- Lithops gulielmi L.Bolus (1937)
- Lithops kuibisensis Dinter ex H.Jacobsen (1933)
- Lithops triebneri L.Bolus[2]